# Stáhly Ignác
Stáhly Ignác, (Pest, 1787. július 31. – Pest, 1849. április 28.) országos főorvos, egyetemi tanár, a Magyar Tudományos Akadémia tagja.

## Életpályája
Orvosi tanulmányait Pesten végezte, ahol 1803-ban szemészmester, 1804-ben sebészdoktor és 1806-ban orvosdoktor, valamint szülészmester lett. Még ugyanebben az évben a sebészeti tanszék mellé adjunktussá, 1807-ben a boncolástan helyettes tanárává, 1809-ben pedig rendes tanárává nevezték ki; mint ilyen működött 1827-ig, amikor a sebészeti tanszék helyettesítésével bizták meg. Időközben huzamosabb időn keresztül mint helyettes a szülészetet és szemészetet is előadta. Az 1829-30-as tanévben az egyetem rektora volt. 1833-ban rendes tanára lett a gyakorlati sebészetnek, ezen állásában 1841-ig működött. 1843-ban az orvosi tanulmányok igazgatójává és országos főorvossá nevezték ki.  
1848-ban a kereskedelemügyi minisztériumban az orvosi ügyek osztályának vezetője, majd a katonai egészségügy irányításával bízta meg a Honvédelmi Bizottmány. Feladata volt a katonai gyógyszerbeszerzés függetlenítése Ausztriától. Küzdött a hadiegészségügy megteremtéséért és a honvédorvosi kar megszervezéséért tevékenykedett.

## Akadémiai tagsága, elismerései
- Érdemei elismeréseül az akadémia 1839-ben tiszteleti tagjai sorába vette.
- 1846-ban Pest városa díszpolgárává választotta.
- 1847-ben a vaskoronarend III. osztályával tüntették ki.

## Emlékezete
- Nevét utca (Stáhly utca) viseli Budapest VIII. kerületében.